# Планова мова
Пла́нова мо́ва (фр. langue planifiee (construite), англ. planned (constructed) language, нім. Plansprache (konstruierte Sprache), есп. planlingvo (konstruita lingvo), інтерл. lingua planificate (construite)) — міжнародна штучна соціалізована мова, тобто мова, створена для міжнародного спілкування і застосовувана на практиці.
Історію виникнення терміна планова мова (П.м.) подає радянський і російський лінгвіст Кузнецов Сергій Миколайович:

## Детлєф Бланке про планові мови
Один з найактивніших німецьких філологів есперанто, доцент інтерлінгвістики Гумбольдтського університету Берліна Детлєф Бланке в своїх працях чимало уваги приділяє плановим мовам. В публікації «Проєкти планових мов і планова мова» Бланке пише про певний безлад в термінології інтерлінгвістики, зокрема пов'язаних з плановими мовами: «національна», «природна», «міжнародна», «універсальна», «всесвітня», «штучно створена», «планова», «допоміжна» мова. Він вважає, що з метою впорядкування інтерлінгвістичних понять і термінів доцільно здійснити класифікацію мов: а)  за  походженням і б) за сферою функціонування.
За походженням мови поділяються на: 1) етнічні, тобто мови родів, племен, народів, націй, зазвичай їх називають «національними» мовами; 2) планові мови, тобто мови, які розвивались не стихійно, як етнічні, а свідомо створені людиною згідно певної моделі. Найвідомішою серед них є есперанто (1887 р., автор Людвік Заменгоф).
Етнічні мови часто називають «природними» на відміну від «штучних». Штучними є мови символів, мови програмування, щодо них термін «штучна мова» цілком придатний, але він аж ніяк не відображає суті справи, коли йдеться про такі планові мови, як, наприклад, есперанто.
Д. Бланке, як і інші інтерлінгвісти, вважає термін «штучний» непридатним і таким, що має негативне забарвлення і за цією ознакою протиставляється природним мовам як виразним, здатним розвиватися, барвистим, соковитим тощо. Позначення «природний» і «штучний» належать швидше до емоційних оцінок і тому непридатні як наукові терміни. Крім того, термін «штучний» ще й неточний, оскільки в кожній мові в більшій чи меншій мірі є елементи свідомого ставлення людини до мови, тобто регулювання, нормування та ін., на що звернули увагу Гуго Шухардт і Отто Єсперсен. Терміни «етнічна мова» і «планова мова» є точнішими.
За сферою функціонування мови поділяються на: 1) національні, які часто є також державними мовами, і 2) міжнародні. Міжнародними мовами можуть бути: а) етнічні (наприклад, англійська, французька тощо) і б) планові (наприклад, есперанто, ідо тощо).
Щоб цілеспрямовано досліджувати таке явище, як планова мова, вважає Д. Бланке, необхідно усвідомити різницю між проєктом і мовою. Людина, що знає кілька мов і має лінгвістичну підготовку, може підтвердити, що створити проєкт штучної мови неважко. Справді, маючи якісь власні уявлення про ідеальну мову, знаючи структуру кількох етнічних мов, знаючи про винятки з правил, які в них є, можна створювати різні проєкти мов. І це роблять вже протягом століть, найчастіше лінгвісти-аматори. І якщо вони роблять такі спроби, не керуючись науковими принципами і критеріями, вони діють всупереч науці. Кожен з проєктів відображає суб'єктивні уявлення автора або наслідує моделі національних мов. До того ж відсутні розвинуті критерії ідеальної (або досконалої) міжнародної мови.

## Класифікація планових мов С. М. Кузнецова
Типологічна класифікацію планових мов, засновану на їх співвідношенні з природними мовами-джерелами в царині лексики, можна зобразити схемою:
- Апріорні (в реальному застосуванні не представлені)
- Апостеріорно-апріорні: волапюк (1879)
- Апостеріорні:
  - Автономні:
    - З апріорними афіксами: есперанто (1887), ідо (1907)
    - Без апріорних афіксів (перехідні до натуралістичного типу): ідіом-неутраль (1893-1898), новіаль (1928)

  - Натуралістичні: латино-сіне-флексіоне (1903), окциденталь (1921), інтерлінгва (1951)

## Класифікація планових мов Є. О. Бокарьова
Радянський лінгвіст Євген Олексійович Бокарьов вважав, що можна намітити чотири типи штучних (планових) мов:
1) Мови a priori, словниковий матеріал яких складається зі штучно створених слів на основі певної класифікації понять (ро, глобако, унілінгва). Мови цього типу завжди більш чи менш суб'єктивні і легко можуть підлягати критиці. Жодна з цих мов не поширилась (навіть ро, яка наполегливо пропагандувалася її автором протягом 30-ти років).
2) Спрощені національні мови, з яких насамперед слід назвати Basic English, основний словник якої складається всього з 850 слів. Вона була створена в 1930 р. і певний час мала велику популярність. Однак вже багато років про неї майже не чути. Можливо, належить згадати і про спрощену латину [латино-сіне-флексіоне] Дж. Пеано. Цією мовою в 20-30-і роки видавався журнал «Schola et Vita», але після смерті автора пропаганда цієї мови припинилася.
3) Так звані мови натуралістичного типу, максимально наближені до природних мов (переважно до романських). Найвідоміші з мов цього типу окциденталь (створений 1921 р.) та інтерлінгва (створена в 1950 р.). Їх особливість виявляється в історичній орфографії, відсутності автономного словотворення, наявності винятків. Обидві ці мови пропагандуються і мають певну кількість  прихильників. 
4) Так звані мови автономного типу (есперанто, ідо, нео). Їх особливість в фонетичній орфографії, автономній системі словотворення, простій граматиці. Мови типу ідо і нео мають невелику кількість прихильників; есперанто — єдина зі штучних мов, яка отримала більш-менш широке розповсюдження.